# Combat du 23 avril 1794
Guerres de la Révolution française
Le combat du 23 avril 1794, en anglais : Action of 23 April 1794, est une bataille navale qui oppose une escadre de cinq frégates britanniques, placées sous le commandement de Sir John Borlase Warren à trois frégates et une corvette françaises, placées sous le commandement du chef d'escadre F. Desgarceaux, le 23 avril 1794 pendant les guerres de la Révolution française. À l'issue du combat, deux frégates et la corvette française sont capturées par les Britanniques.

## L'affrontement

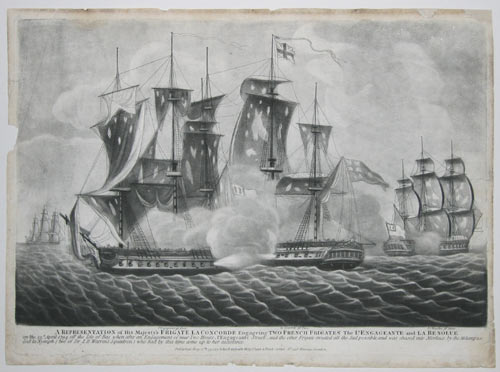
L'engagement du 23 avril 1794 d'après John Fairburn, 1795.

Le 21 avril, la frégate HMS Minerva aperçoit dans le lointain quatre bâtiments français, dans la Manche. Le lendemain, la Minerva rejoint une petite escadre de cinq frégates britanniques, sous les ordres de Warren, et lui communique cette information. Warren décide immédiatement de se mettre à sa recherche et, le lendemain au lever du jour, vers 4 h 0 du matin, on lui signale trois frégates et une corvette à sept ou huit lieues (24,5-28 milles) au sud-ouest de Guernesey. L'escadre française se met en ligne de bataille, et Warren signale à ses frégates d'engager le combat, et mène lui-même l'attaque à bord du Flora, soutenu par l'Arethusa. Profitant de conditions météorologiques à leur avantage, les Britanniques parviennent à contraindre l'escadre française à un combat rapproché qui durera près de trois heures, avant que la Pomone et la Babet  n'amènent leurs pavillons vers 11 h.
L'Engageante (en) et la Résolue tentent de s'échapper, et Warren ordonne à la Concorde, au Melampus et à la Nymphe de se lancer à leur poursuite, car la Flora n'était plus en état de le faire. Après une heure, la Concorde rattrape l’Engageante et tente de la désemparer, avant de se lancer en direction de la Résolue, laissant l’Engageante combattre contre le Melampus et la Nymphe, qui suivaient immédiatement derrière.
Cependant, alors que la Concorde combattait contre l’Engageante, la Résolue vient éperonner la Concorde en lui causant d'importants dégâts à ses voiles et à sa coque. Après avoir effectué des réparations à la hâte, la Concorde revient au contact de l’Engageante, qui finira par se rendre vers 13 h 45. La Résolue tire quelques bordées supplémentaires avant de prendre la fuite, toujours poursuivie par la Melampus et la Nymphe, et finira par trouver refuge à Morlaix.

## Sources et bibliographie
- Howard Irving Chapelle, The search for speed under sail, 1700–1855, Norton, New York, 1967
- (en) Terence Grocott, Shipwrecks of the revolutionary and Napoleonic eras, Chatham, 1997, 430 p. (ISBN 1-86176-030-2)
- Michel Vergé-Franceschi (dir.), Dictionnaire d'Histoire maritime, Paris, éditions Robert Laffont, coll. « Bouquins », 2002, 1508 p. (ISBN 2-221-08751-8 et 2-221-09744-0)
- Jean Meyer et Martine Acerra, Histoire de la marine française : des origines à nos jours, Rennes, Ouest-France, 1994, 427 p. [détail de l’édition] (ISBN 2-7373-1129-2, BNF 35734655)
- Rémi Monaque, Une histoire de la marine de guerre française, Paris, éditions Perrin, 2016, 526 p. (ISBN 978-2-262-03715-4)
- Guy Le Moing, Les 600 plus grandes batailles navales de l'Histoire, Rennes, Marines Éditions, 2011, 619 p. (ISBN 978-2-35743-077-8)
- Étienne Taillemite, Dictionnaire des marins français, Paris, éditions Tallandier, 2002, 573 p. (ISBN 2-84734-008-4)nouvelle édition revue et augmentée